# Американская телевизионная академия
Американская телевизионная академия или Академия телевизионных искусств и наук (англ. Academy of Television Arts & Sciences, или Television Academy) — профессиональная организация, занимающаяся продвижением американской телеиндустрии. Организация основана в 1946 году в Северном Голливуде по инициативе Сида Кэссида. Начиная с 1949 года Американская телевизионная академия присуждает прайм-таймовую премию «Эмми» лучшим телевизионным программам.